# Euro Teodori
Euro Teodori (Fermo, 3 luglio 1925 – Fermo, 16 luglio 2014) è stato un compositore, musicista e attore italiano.

## Biografia
Intraprende lo studio della musica agli inizi della guerra e si diploma al Conservatorio di Pescara.
Negli anni cinquanta si trasferisce a Roma per dedicarsi al teatro e al cinema.
Protagonista, insieme a Yves Montand e Silvana Mangano nel film Uomini e lupi per la regia di Giuseppe De Sanctis, insieme ad Alberto Sordi, Vittorio De Sica e Brigitte Bardot nel film Mio figlio Nerone di Steno, e nella parte di Gioachino Rossini in Un palco all'opera di Siro Marcellini, con Silvana Pampanini in L’incantevole nemica di Claudio Gora, con Sylva Koscina, infine in Delitto d’autore, girato a Fermo negli anni settanta.
Ritornato a Fermo, fonda il Teatro popolare per Fermo. 
Scrive sei commedie dialettali rivoluzionando nei contenuti i vecchi canoni tradizionali; la commedia Eja! Eja! Eja! viene proposta in tutta Italia riscuotendo notevoli successi.
In seguito decide di dedicarsi all'insegnamento, fino al 1990 al Conservatorio Rossini di Pesaro, sezione staccata di Fermo. Fonda l'A.P.A.M. (Associazione Provinciale Attività Musicali). Costituisce l'Orchestra Cameristico-Sinfonica Picena. 
Sotto la sua direzione ricordiamo concerti con solisti del calibro di Severino Gazzelloni. 
Successivamente dirige l'Orchestra Giovanile di Budrio e collabora con il Maestro Edoardo Brizio.
Dirige poi Gli Archi di Praga.
Numerose sono le sue composizioni musicali: quintetti, sinfonie, cantate, un'opera: "Dell'immaginario: la Sibilla il cavaliere" su libretto di Giarmando Dimarti. 
Nel suo periodo di permanenza a Fermo, precisamente a Lido Tre Archi, scrive il divertimento Sinfonia per Tre Archi,
realizzazione editoriale della Accademia Sarmenti.
Ha abitato fino alla morte, avvenuta nel 2014 all'età di 89 anni, nella cittadina di Monterubbiano (FM), dove ha fondato l'associazione diversoInverso che organizza concerti, mostre d'arte e conferenze nel proprio "Teatro del vicolo" e dispone di notevoli strutture, a disposizione per i progetti dell'associazione.

## Filmografia
- Un palco all'opera, regia di Siro Marcellini (1955)
- Uomini e lupi, regia di Giuseppe De Sanctis (1956)
- Mio figlio Nerone, regia di Steno (1956)
- El Alamein, regia di Guido Malatesta (1957)